# Publius Ventidius Bassus
Pour les articles homonymes, voir Bassus.
Publius Ventidius Bassus (né vers 89 av. J.-C., mort probablement peu après 38 av. J.-C.) est un général de la fin de la République romaine, protégé de Jules César et lieutenant de Marc Antoine, notamment en Orient. Il est consul suffect en 43 av. J.-C.
Il remporte de brillantes victoires contre les Parthes et défait ainsi plusieurs de leurs rois. Ces victoires sonnent comme une vengeance de l'échec de Crassus contre ce peuple et ouvrent la voie aux incursions d'Antoine dans la région. Il est le premier à avoir triomphé des Parthes.
Sa vie nous est notamment connue par les Nuits attiques d'Aulu Gelle où il est présenté comme un exemple d'élévation sociale exceptionnelle (« […] de quelques hommes qui sont parvenus autrefois au faîte des dignités, après avoir vécu dans l'obscurité et la condition la plus méprisable. Nul n'excite notre admiration autant que l'histoire de Ventidius Bassus »), et ses campagnes victorieuses contre les Parthes par la vie d'Antoine de Plutarque. Les historiens modernes soulignent aussi son « étonnante destinée ».

## Biographie

### Ses origines
Il est natif du Picénum, « de la plus basse extraction, né dans une condition obscure ».
Lui et sa mère sont capturés pendant la guerre sociale, après la bataille d'Asculum de 89 av. J.-C., et tous les deux participent comme prisonniers au triomphe de Cnæus Pompeius Strabo à Rome,,,.
Il est forcé de travailler comme muletier, puis met ses talents à disposition de l'armée romaine dans laquelle il voit un espoir de promotion sociale. Il faut dès lors comprendre le terme de « muletier » dans l'armée comme « préposé à l'organisation des convois de mule ». Lucius Munatius Plancus, dans une lettre à Cicéron, le nommera « Ventidius Mulio » en allusion à son ancienne charge.

### Son service auprès de César
Remarqué par César, il participe à ses côtés à la guerre des Gaules (bien que celui-ci ne le mentionne pas dans les Commentaires sur la Guerre des Gaules) puis à la guerre civile contre Pompée où il accomplit avec brio les ordres de César et devient l'un de ses lieutenants favoris,.
Sous la protection de ce dernier, il connaît une rapide ascension sociale et politique, Ventidius devant tout au dictateur qui a réhabilité sa famille poursuivie par la haine des Pompées. Il devient notamment tribun de la plèbe.

### Son parcours sous le Second Triumvirat
Après l'assassinat de Jules César, Ventidius Bassus choisit de ne pas prendre parti dans les premières querelles entre Marc Antoine et Octavien, bien qu'il ait une préférence pour Antoine.
Il est élu préteur en 43 av. J.-C.. Lors de la guerre civile de Modène, il recrute deux légions dans des colonies fondées par César et une autre dans sa région natale, le Picenum. Alors qu'Antoine est vaincu et fait retraite, Ventidius traverse les Apennins sans opposition d'Octavien et rejoint Antoine sur la côte ligure, à Vada Sabatia le 3 mai,. Il permet ainsi à Antoine de rétablir en partie la situation grâce à ces renforts, auxquels vont bientôt se joindre Lépide, Asinius Pollion et Munatius Plancus, mettant dès lors Antoine à la tête de la plus grande armée d'Occident. La faction sénatoriale est vaincue tandis que trois hommes, Antoine, Octavien et Lépide négocient leur alliance. Ventidius, qui avait été déclaré ennemi public par le Sénat à l'instar d'Antoine et de ses autres partisans, recouvre la préture.
Après la formation du Second Triumvirat en novembre, Octavien renonce à son consulat suffect tandis que son collègue et parent Quintus Pedius est décédé. Ventidius, pourtant préteur, est nommé consul suffect pour la fin de l'année 43 av. J.-C., aux côtés de Caius Carrinas. Il obtient même la charge de pontife.

« Le peuple romain, qui se souvient d'avoir vu Ventidius Bassus gagner sa vie à soigner des mulets, est tellement choqué de cette élévation, que dans les rues de Rome, on lit en maint endroit :
Accourez tous, augures et aruspices, un prodige inouï vient d'éclater : l'homme qui étrillait les mulets a été fait consul. »

— Aulu-Gelle, Nuits attiques, XV, 4 - trad. Nisard, 1843.
En 42 av. J.-C., il est légat d'Antoine en Gaule transalpine avec Quintus Fufius Calenus. Ils bloquent dans les Alpes des troupes qu'Octavien veut envoyer dans sa province d'Hispanie. Alors qu'Antoine est en Égypte en 41 av. J.-C., il ne fait pas grand-chose pour aider le frère de ce dernier, Lucius Antonius, ou sa femme, Fulvie, durant la guerre de Pérouse face à Octavien. Tous les lieutenants d'Antoine, qui ont de mauvaises relations entre eux, restent dans l'expectative. Lucius est contraint de se rendre à Octavien.
Sa loyauté exemplaire envers Antoine, reconnue après Modène où il a sauvé la situation, n'est pas remise en cause car il semble avoir tenté de préserver ses intérêts à Pérouse. Il est considéré comme un général expérimenté et l'homme de la situation pour faire face à l'invasion parthe.

### Ses victoires contre les Parthes
Après que Marc Antoine, Octavien et Sextus Pompée sont arrivés à un arrangement au cap de Misène, Ventidius est envoyé par Antoine avec plusieurs légions de vétérans de César pour contrer la soudaine grande offensive des Parthes de 40 av. J.-C. en Syrie, puis notamment en Cappadoce et en Asie. Arrivé au printemps 39 av. J.-C. en Asie, il surprend Quintus Labienus et Phranipates (qui est alors le meilleur commandant du roi Orodès II), les poursuit et les vainc. Le renégat romain est capturé puis exécuté. En nouvelles batailles, il parvient à battre les armées parthes et à les repousser hors du territoire romain, restaurant l'autorité romaine dès la fin de l'année 39 av. J.-C. Ayant eu vent de cette victoire, Antoine organisera des fêtes publiques à Athènes en son honneur avant de partir le rejoindre en Orient,,.
Malgré cette défaite, les Parthes lancent une nouvelle offensive en Syrie menée par Pacorus Ier (roi des Parthes et fils d'Orodès II). Ventidius repousse l'énorme armée parthe dans le Taurus puis l'écrase définitivement à la bataille du mont Gindarus (en) en Syrie du Nord le 9 juin 38 av. J.-C., Pacorus Ier meurt lors de cet affrontement,.
Cette victoire est la plus importante dans les campagnes de Ventidius Bassus et elle permet de confiner les Parthes en Médie et en Mésopotamie. C'est aussi pour le peuple romain une forme de vengeance après la bataille de Carrhes et la mort de Crassus. Le lieutenant d'Antoine commence ensuite à régler le sort des états vassaux romains de la région qui ont soit fait défaut, soit ont été submergés,.
Un de ces rebelles est Antiochus Ier de Commagene que Ventidius Bassus assiège dans Samosate. Antiochus tente de proposer une paix à Ventidius mais ce dernier refuse, lui répondant de traiter directement avec Antoine. Ce dernier, voulant tirer toute la gloire de cette entreprise pour lui-même, n'autorise pas la ratification de ce traité et prend le commandement du siège. Sa gestion du conflit est sûrement moins bonne que celle de Ventidius car celui-ci obtient quand même la paix mais au lieu des 1 000 talents d'indemnité qu'Antiochus proposait initialement à Ventidius, Antoine ne reçoit finalement que 300 talents,.

### Son triomphe et sa fin
Une fois cette paix conclue, Marc Antoine le renvoie à Rome où Ventidius se voit accorder un triomphe ex Tauro et Monteis le 17 novembre 38 av. J.-C., sans qu'Antoine en prenne ombrage. Il est le premier Romain à avoir triomphé des Parthes,,.
À l'instar d'Octavien, Plutarque prétend « qu'Antoine est plus heureux quand il fait la guerre par ses lieutenants que lorsqu'il la fait en personne, ». En effet, Ventidius Bassus remporte de grandes victoires et triomphe des Parthes, Caius Sosius reprend la Judée après une guerre difficile et triomphera à son tour tandis que Publius Canidius Crassus soumet l'Arménie. En Occident, alors qu'Octavien essuie des revers face à Sextus Pompée, Vipsanius Agrippa mène des exploits en Gaule puis prend le commandement dans la guerre sicilienne où il l'emporte dès 36 av. J.-C..
Après sa victoire et son triomphe, Ventidius Bassus disparaît des sources antiques et de la scène politico-militaire. Il décède sans doute peu de temps après son triomphe et avant Actium, étant alors âgé ou peut-être malade.
Son « étonnante destinée » est soulignée autant par les historiens modernes que par les auteurs antiques.

### Sources antiques
- Aulu-Gelle, Nuits attiques, XV, 4 [lire en ligne].
- Plutarque, Vies parallèles, Antoine, 34-35 [lire en ligne].